# 이이지마 미치
이이지마 미치 (일본어: 飯島 三智, 1958년 2월 20일~ )는 일본의 사업가 및 예능 매니저이다. 주식회사 CULEN의 이사이다. 자니즈 사무소의 치프 매니저 시절, 남성 아이돌 그룹 SMAP를 담당했었다.

## 약력
자니즈 사무소의 초창기부터 사무소와 관계가 깊었던 사카이 마사토시(酒井政利)의 추천으로, 사무소에 입사했다. SMAP 데뷰 당시에는 사무직으로 근무했다. 당시 우연히 SMAP 데뷰에 관여한 이래, 스스로 지망하여 매니저가 되었다. 처음에는 인기를 얻지 못해 고생을 했던 SMAP를 위해, 버라이어티 방송 등에서 새로운 활로를 개척하는 등 SMAP의 성장에 심혈을 기울였다. 이후 20년 이상에 걸쳐 SMAP를 담당하며, SMAP를 일본의 국민적 아이돌로까지 키워냈다.
2011년부터는 NEWS에서 탈퇴한 야마시타 도모히사, Kis-My-Ft2의 매니지먼트도 담당했다. 그녀는 매니지먼트를 맡은 탤런트 외에도, 자니 키타가와 사장이 프로듀스를 담당했던 탤런트를 텔리비전 출연에 부킹하는 역할도 담당했다. (자니스 사무소 퇴사 당시에는 Sexy Zone, A.B.C-Z, 도쿄의 자니즈Jr)
같은 해 중화인민공화국의 원자바오 국무원총리의 요청으로 실현된, 베이징 공연을 위해 중국을 방문한 SMAP가 인민대회당에서 대일외교담당 탕자쉬안과 회견했을 당시에, 메리 키타가와와 함께 입회했었다.
2016년 1월 12일에, 제이 드림의 이사직을 사임, 같은 달 중에 자니즈 사무소에서 퇴직하는 것이 밝혀졌다. SMAP 해산에는, 이이지마의 퇴사와 매우 큰 관계가 있다고 알려져 있다. (SMAP 해산소동을 참조)
자니즈 사무소 퇴사 후에, 『슈칸겐다이』 (2016년 7월 25일 발매)에 실린 기사에서, 취재에 대해, 자신의 이후 일정에 대해서는 '아무것도 정해진게 없습니다. 허나, 예능(일)은 아닙니다.' '평범하게 살고 싶으니까. 정말로 조용히 있었어요'라고 대답했다.
그후, 같은해 12월 21일에, 라옥스 관련 인물이 세운 새 회자의 대표이사직에 취임했다.
2017년 9월 22일, 전 SMAP 출신 이나가키 고로, 쿠사나기 쯔요시, 카토리 신고 등 3명과 활동을 같이 하는, '주식회사 CULEN'의 대표이사임이 밝혀졌다.

## 에피소드
SMAP 데뷰 당시, 그전까지 인기를 모았던 히카루GENJI의 붐은 꺼져 있었다. 일본 예능계 전체에 "아이돌 빙하기"가 불어닥쳐, 막 데뷰한 자신들과 같이 출연해 줄만한 선배 또한 없었다. SMAP의 CD 판매도 지지부진했으며, 도중부터 자니즈 출판 관련 자회사로 소속이 바뀌어, 매니저도 배정받지 못하는 상태였다.
그런 SMAP을 자청해서 매니징을 맡게 된 이이지마는, SMAP의 활로를 버라이어티 방송에서 찾아, 『夢がMORI MORI』 의 레귤러를 따냈다.  이후 'SMAP×SMAP' 등의 버라이어티 방송, 트렌디 드라마의 출연 등, 기존까지는 볼 수 없었던 아이돌의 여러 방면의 활약 분야를 만들어냈다. SMAP를 내세우기 위해 궁리했던 이 방식은, 이후 자니즈 아이돌의 새로운 시장 개척에 연결되었으며, 이후의 아이돌의 모습을 크게 변모시켰다.
SMAP 이전의 아이돌은, 특정 일부 멤버만이 성공하는 스타일의 그룹이 많았으나, SMAP의 경우, 누구 한명만을 내세우는 것이 아닌, 멤버 5명의 색깔을 내세워, 각각의 개성이 세간에 인지되는 그룹을 만들어 냈다.
또한, 그전까지의 자니즈의 아이돌의 수명은 길어봤자 4~5년 정도로, 25세 정도에 이르면 인기가 퇴조하여 점점 티비에서 사라지는 패턴이었음에 반해, 버라이어티 아이돌 및 배우로의 진로를 넓혀, 상품성을 높힌 것이, 결과론적으로 SMAP의 수명을, 2016년의 해산전까지 28여년에 걸쳐 연장되도록 만들었다.
이이지마는, 크리에이티브 디렉터 사토 카시와(佐藤可士和)나 타다 타쿠(多田琢)가 각각 소속 광고대리점에서 독립했을 당시, 이들을 끌어들여 SMAP와 태그를 꾸리도록 하는 등, SMAP의 작품 및 광고 등을 제작하는데 신진기예의 크리에이터들을 적극적으로 끌어모아, 새로운 프로젝트에 도전을 계속했다.

## 같이 보기
- CULEN
- SMAP
- 나카이 마사히로
- 기무라 타쿠야
- 이나가키 고로
- 쿠사나기 츠요시
- 카토리 신고
- 야마시타 도모히사
- Kis-My-Ft2
- Sexy Zone
- A.B.C-Z
- 도쿄 자니즈Jr.